# 4122 Ferrari
4122 Ferrari este un asteroid din centura principală, descoperit pe 28 iulie 1986, de Oss. San Vittore.